# Jestřábník huňatý
Jestřábník huňatý (Hieracium villosum) je rostlina z čeledi hvězdnicovitých. V ČR patří mezi kriticky ohrožené druhy.

## Popis

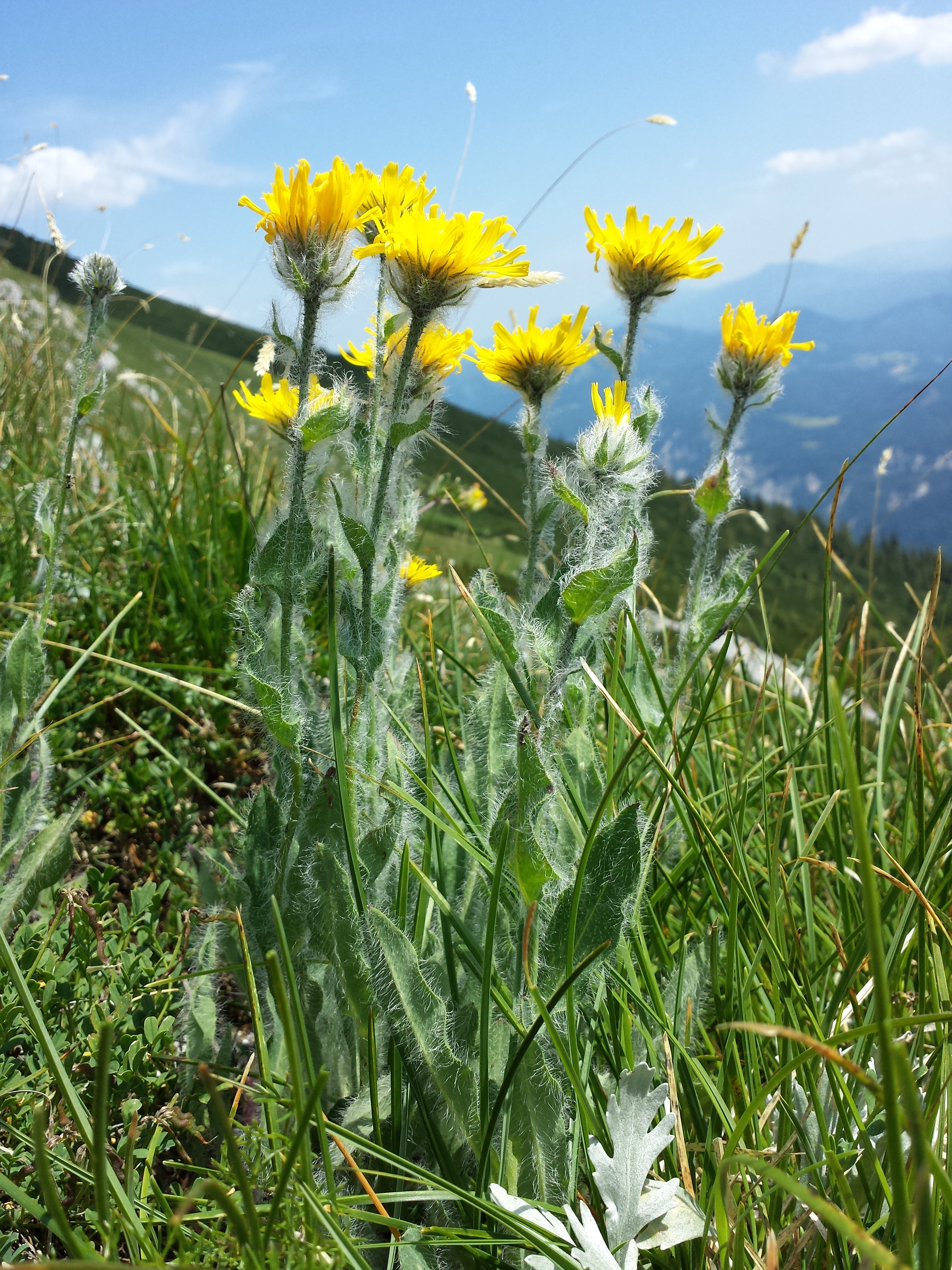
Jestřábník huňatý v Rakousku

Jestřábník huňatý je vytrvalá bylina s přímou a většinou nevětvenou lodyhou vysokou 15–30 cm. Celá rostlina je nápadně bíle chlupatá. Listy v přízemní části rostliny mají podlouhle kopinatý tvar a mohou být celistvé nebo s mírnými zuby na okraji, často mají vlnitý a prohnutý vzhled. Na lodyhách se nachází 4–8 listů, které jsou přisedlé. Květy se objevují jednotlivě, mají žlutou barvu a jsou součástí vejčitých a chlupatých úborů. Kvete od července do srpna. Po odkvětu se jako plody vytvářejí válcovité nažky s chmýrem.

## Výskyt
Jestřábník huňatý se vyskytuje v horách střední a jižní Evropy, roste na slunných stanovištích v minerálně bohaté vápenité půdě. Původní je v Albánii, Rakousku, Bulharsku, ČR, Slovensku, Francii, Německu, Řecku, Maďarsku, Itálii, Polsku, Rumunsku, Švýcarsku, Ukrajině a na území bývalé Jugoslávie.
V ČR patří jestřábník huňatý mezi kriticky ohrožené druhy, roste pouze v Hrubém Jeseníku, na Slovensku je běžnější.